# Levon Sayan
Levon Sayan (Aix-en-Provence, de Francia, 17 de diciembre de 1934) es un empresario, productor y tenor de ópera franco-armenio.
Levon Sayan nació en Francia. Sirvió en el ejército francés en Indochina. Comenzó su carrera profesional como cantante clásico en 1966. Sayan grabó su primer disco con Renée Doria. Como tenor, cantó en "Rigoletto", "Fausto", "Carmen" y otras óperas.
También ha sido el empresario de Liza Minnelli, Plácido Domingo y Mario del Monaco. Es ampliamente conocido como el empresario musical desde hace mucho tiempo y como amigo de Charles Aznavour.
Sayan es oficial de la "Légion d'honneur". En 2006 recibió el "Premio Especial" del Premio Nacional de Música de Armenia.
- Datos: Q2092920
- Multimedia: Levon Sayan / Q2092920